# 蘭越町
蘭越町（日语：／ Rankoshi chō */?）是北海道後志綜合振興局南部的城鎮。町內的新雪谷連峰位於新雪谷積丹小樽海岸國定公園的範圍內，而流經蘭越町的尻別川曾七次被認定爲日本第一清澈的河川，在河川上能看到鮭魚和櫻鱒逆流而上。尻別川的流域廣闊且平坦，有利於境內的水田耕作。當地以農業為主，在山區種植水果和蔬菜，此外還有飼養食用牛和乳牛的畜牧場。
名稱源自阿伊努語的「ranko-us-i」，意思是有許多連香樹的地方。

## 人口
| 蘭越町人口分布圖 |                                               |  |
| 蘭越町與日本全國年齡別人口分布比較圖 （2005年資料） | 蘭越町的年齡、男女別人口分布圖 （2005年資料） |  |
| ■紫色是蘭越町 ■綠色是全国 | ■藍色是男性 ■紅色是女性                       |  |
| 蘭越町人口變化 \| 1970年 \| 9,406人 \| \| \| 1975年 \| 8,574人 \| \| \| 1980年 \| 8,055人 \| \| \| 1985年 \| 7,553人 \| \| \| 1990年 \| 6,986人 \| \| \| 1995年 \| 6,450人 \| \| \| 2000年 \| 6,215人 \| \| \| 2005年 \| 5,802人 \| \| \| 2010年 \| 5,292人 \| \| \| 2015年 \| 4,843人 \| \| \| 2020年 \| 4,568人 \| \| |                                               |  |
| 資料來源：日本總務省統計中心提供之人口普查數據 |                                               |  |
| 1970年 | 9,406人                                       |  |
| 1975年 | 8,574人                                       |  |
| 1980年 | 8,055人                                       |  |
| 1985年 | 7,553人                                       |  |
| 1990年 | 6,986人                                       |  |
| 1995年 | 6,450人                                       |  |
| 2000年 | 6,215人                                       |  |
| 2005年 | 5,802人                                       |  |
| 2010年 | 5,292人                                       |  |
| 2015年 | 4,843人                                       |  |
| 2020年 | 4,568人                                       |  |

## 歷史
- 1872年：設置尻別村，隸屬箱館支廳。[7]
- 1899年5月27日：尻別村分割成北尻別村和南尻別村，並分別設置戶長役場。
- 1914年：南尻別村辦公室遷移到蘭越。
- 1909年4月1日：南尻別村成為北海道二級村。
- 1940年：南尻別村成為北海道一級村。
- 1954年12月1日：南尻別村改制並改名為蘭越町。

## 交通

### 鐵路
- 北海道旅客鐵道
  - 函館本線：目名車站 - 蘭越車站 - 昆布車站

### 道路
| 一般國道 - 國道5號 - 國道229號 主要地方道 - 北海道道32號豐浦新雪谷線 - 北海道道58號俱知安新雪谷線 - 北海道道66號岩內洞爺線 | 道道 - 北海道道207號昆布停車場新雪谷線 - 北海道道229號北尻別蘭越停車場線 - 北海道道267號磯谷蘭越線 - 北海道道268號岩內蘭越線 - 北海道道343號蘭越新雪谷俱知安線 - 北海道道525號蘭越停車場線 - 北海道道752號名駒田下線 - 北海道道934號相生蘭越線 |

### 巴士
- 新雪谷巴士
- 蘭越町營巴士

## 觀光景點

### 觀光

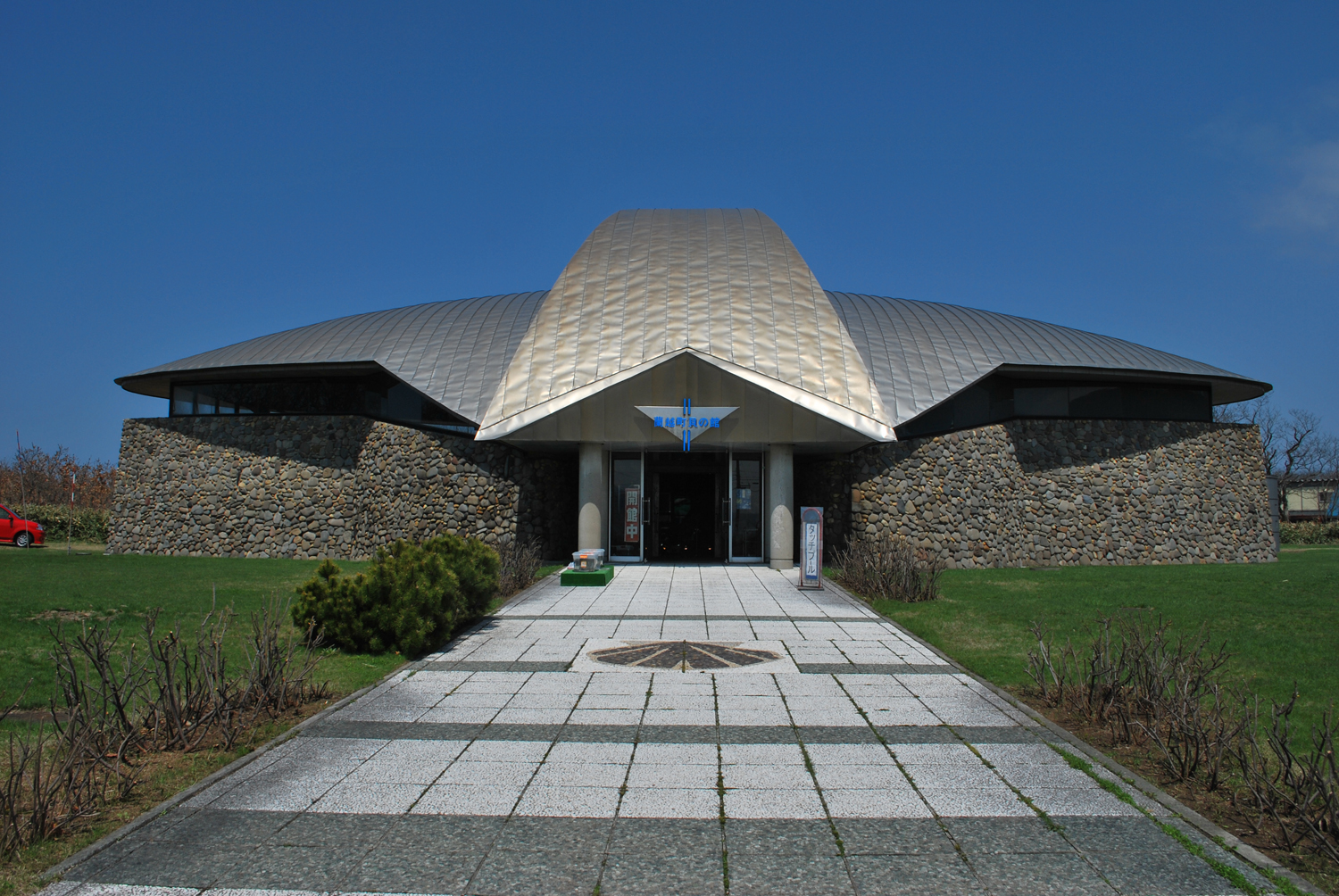
蘭越町貝之館（第1貝之館）

- 新雪谷溫泉

## 教育

### 高等學校
- 道立蘭越高等學校 （页面存档备份，存于）

### 中學校
- 蘭越町立蘭越中學校

### 小學校
| - 蘭越町立蘭越小學校 - 蘭越町立昆布小學校 | - 蘭越町立目名小學校 - 蘭越町立港小學校 | - 蘭越町立御成小學校 - 蘭越町立三和小學校 |

## 姊妹、友好都市

### 海外
- 石海山麓薩爾費爾登（奧地利 薩爾茨堡州）

## 外部連結
- （日語）蘭越町觀光協會
- （日語）蘭越町商工會